# Harriet Phipps
Harriet Lepel Phipps (née en 1841, morte le 7 mars 1922) est l'une des dames d'honneur de la reine Victoria au Royaume-Uni.

## Biographie
Harriet est la fille cadette de Charles Beaumont Phipps, courtisan et confident de la reine Victoria auprès de laquelle il a la charge de Gardien de la bourse privée. Harriet reçoit la charge de demoiselle d'honneur (en anglais Maid of Honour) auprès de la Reine le 3 mars 1862 (ce qui lui donne un rang de courtoisie égal à celui d'une fille de baron) et sert plus tard en tant que « femme de la chambre à coucher » (Woman of the Bedchamber) de 1889 à la mort de la reine Victoria. Elle est décorée de l'Ordre royal de Victoria et Albert (abrégé en VA en anglais), 4e classe.
Phipps est employée par la Reine à l'accomplissement de missions de confiance, et a accès à de nombreux secrets qu'elle a fidèlement gardés. Ses papiers sont détruits à sa mort. Marie Mallet, autre femme de la chambre à coucher à l'époque, estime que Phipps, en tant que messagère apportant des ordres de Victoria, était assez intimidante, mais « gaie et d'excellente compagnie, toujours chaleureuse ».

## Représentations dans les arts
Un portrait de Harriet Phipps peint en 1899 par le peintre irlandais John Lavery se trouve désormais parmi les collections des Musées de Glasgow.
Dans le film Confident Royal, du réalisateur britannique Stephen Frears, qui évoque l'amitié entre la reine Victoria et son serviteur indien Mohammed Abdul Karim sous l'angle d'une comédie dramatique, Harriet Phipps est interprétée par l'actrice Fenella Woolgar.